# The Donnas (album)
The Donnas – nazwa pierwszego albumu amerykańskiego zespołu The Donnas.

## Lista utworów
1. „Hey, I'm Gonna Be Your Girl” (The Donnas) – 1:47
2. „Let's Go Mano!” (The Donnas) – 1:18
3. „Teenage Runaway” (The Donnas) – 1:55
4. „Lana & Steve” (The Donnas) – 1:31
5. „I'm Gonna Make Him Mine (Tonight)” (The Donnas) – 2:39
6. „Huff All Night” (The Donnas) – 1:44
7. „I Don't Wanna Go” (The Donnas) – 1:30
8. „We Don't Go” (The Donnas) – 2:28
9. „Friday Fun” (The Donnas) – 1:56
10. „Everybody's Smoking Cheeba” (The Donnas) – 2:10
11. „Get Rid of That Girl” (The Donnas) – 1:40
12. „Drive In” (Mike Love, Brian Wilson) – 1:34
13. „Do You Wanna Go Out With Me” (The Donnas) – 2:01
14. „Rock ’N’ Roll Boy” (The Donnas) – 1:32
15. „High School Yum Yum” (The Donnas) – 1:26
16. „Boy Like You” (The Donnas) – 1:29
17. „Let's Rab” (The Donnas) – 1:09
18. „Let's Go Mano” (The Donnas) – 1:22
19. „Last Chance Dance” (The Donnas) – 2:06
20. „I Wanna Be a Unabomber” (The Donnas) – 1:30
21. „Da Doo Ron Ron” (Jeff Barry, Ellie Greenwich, Phil Spector) – 1:26
22. „I Don't Want to Go to School” (The Donnas) – 2:04
23. „I Don't Wanna Rock ’N’ Roll Tonight” (The Donnas) – 2:48